# Noord-Queenslandstroom
De Noord-Queenslandstroom (NQC) is een zeestroom in de Koraalzee langs de oostkust van het Australische Kaap York-schiereiland van Queensland. De zeestroom stroomt van zuidoost naar noordwest langs de kust en voedt de Hirigyre.
De zeestroom wordt gevoed door de vanuit het oosten komende Noord-Caledoniëstroom, onderdeel van Pacifische Zuidequatoriale stroom.
Ter hoogte van het noordoosten van het Kaap York-schiereiland komt vanuit het oosten de Noord-Vanuatustroom (onderdeel van de Pacifische Zuidequatoriale stroom) om samen de Golf van Papoeastroom te vormen.
De zeestroom stroomt door de mariene ecoregio Straat Torres en Noordelijk Groot Barrièrerif.